# Meteoro (película)
Meteoro (título original: Meteor) es una película estadounidense del año 1979, dirigida por Ronald Neame y protagonizada por Sean Connery, Natalie Wood, Henry Fonda y Karl Malden entre un elenco de conocidos actores. La película trata de un asteroide que amenaza la tierra y los esfuerzos para acabar con ella.

## Argumento
Un cometa colisiona con un inmenso asteroide en el cinturón de asteroides. Su explosión causa, que un gran número de asteroides salgan de la órbita. Uno de ellos, un gran asteroide, se dirige por ello a la Tierra en una trayectoria de colisión. Si impacta, la Tierra será víctima de una nueva edad glaciar.  Pequeños fragmentos del mismo que lo preceden empiezan a impactar mientras tanto por toda la Tierra y empiezan a causar correspondientes desastres. La única opción de destruirlo es mediante misiles equipados con cabezas nucleares, lanzados desde satélites en órbita, de los que tanto los Estados Unidos como la Unión Soviética niegan disponer, porque están dirigidos hacia objetivos en tierra. 
Adicionalmente la operación para poder acabar con el asteroide sólo puede tener éxito, si tanto los soviéticos como los americanos lanzan sus misiles conjuntamente contra él, admitiendo por el camino la existencia de esas armas ilegales. Los esfuerzos diplomáticos comienzan, cuando el presidente admite la existencia de un satélite nuclear propio, pero mintiendo en cuanto a la razón de su existencia, diciendo que fue creado para combatir asteroides que amenazan la tierra como el que se avecina, diciendo, además, que los rusos hicieron lo mismo invitándoles a trabajar juntos para combatir la amenaza. 
Los rusos admiten luego lo mismo y sus científicos más importantes, Dr. Paul Bradley de los Estados Unidos y Dr. Dubov de la Unión Soviética, se encuentran en Nueva York para coordinar el ataque de ambos satélites nucleares. Después de lanzarlos conjuntamente los cohetes empiezan a volar contra el asteroide. De los 30 misiles lanzados —con una potencia de destrucción de 100 megatones cada una— fallan tres, pero el resto consigue impactar y destruir el asteroide. Una vez acabada la amenaza, el Dr. Dubov regresa otra vez a la Unión Soviética con una calurosa despedida de los estadounidenses.

## Reparto
- Sean Connery - Dr. Paul Bradley
- Natalie Wood - Tatiana Donskaya
- Karl Malden - Harry Sherwood
- Brian Keith - Dr. Dubov
- Martin Landau - General Adlon
- Trevor Howard - Sir Michael Hughes
- Richard Dysart - Secretario de Defensa
- Henry Fonda - Presidente
- Joseph Campanella - General Easton
- Bibi Besch - Helen Bradley

## Producción
El guion de la película fue escrito por Stanley Mann y Edmund H. North, mientras que la producción corrió a cargo de la compañía Metro-Goldwyn-Mayer. Es importante destacar que, durante esta película, John Williams fue reemplazado por Laurence Rosenthal para hacer la música de la película.

## Recepción
La película es un ejemplo del cine catastrofista que tan en boga estuvo durante la década de los 70 gracias a títulos como El coloso en llamas o El puente de Cassandra. En esta ocasión, la amenaza llega en forma de asteroide, una premisa que se repetiría dos décadas más tarde en las exitosas Deep Impact y Armaggedon. Sin embargo, a pesar de contar con un atractivo reparto en el que participaban entre otros Sean Connery, Natalie Wood, Martin Landau o Henry Fonda, Meteoro pasó con más pena que gloria por las taquillas.

## Premios
La película resultó nominada en la categoría de Mejor Sonido en los premios Óscar de 1979.